# 香港特別行政區第五屆政府

香港特別行政區第五屆政府指2017年7月1日至2022年6月30日林鄭月娥出任第五屆香港特別行政區行政長官期間領導下的香港特別行政區政府，又稱林鄭月娥政府，簡稱林鄭政府。
2017年3月31日，中华人民共和国國務院總理李克強簽署國務院令，任命林鄭月娥為香港第五任行政長官。林鄭月娥于同年4月11日在北京中南海拜會李克強，從其手中接過任命狀。2017年7月1日林鄭月娥就任，開始領導香港特別行政區政府部門，任期至2022年6月30日為止。

## 主要官員

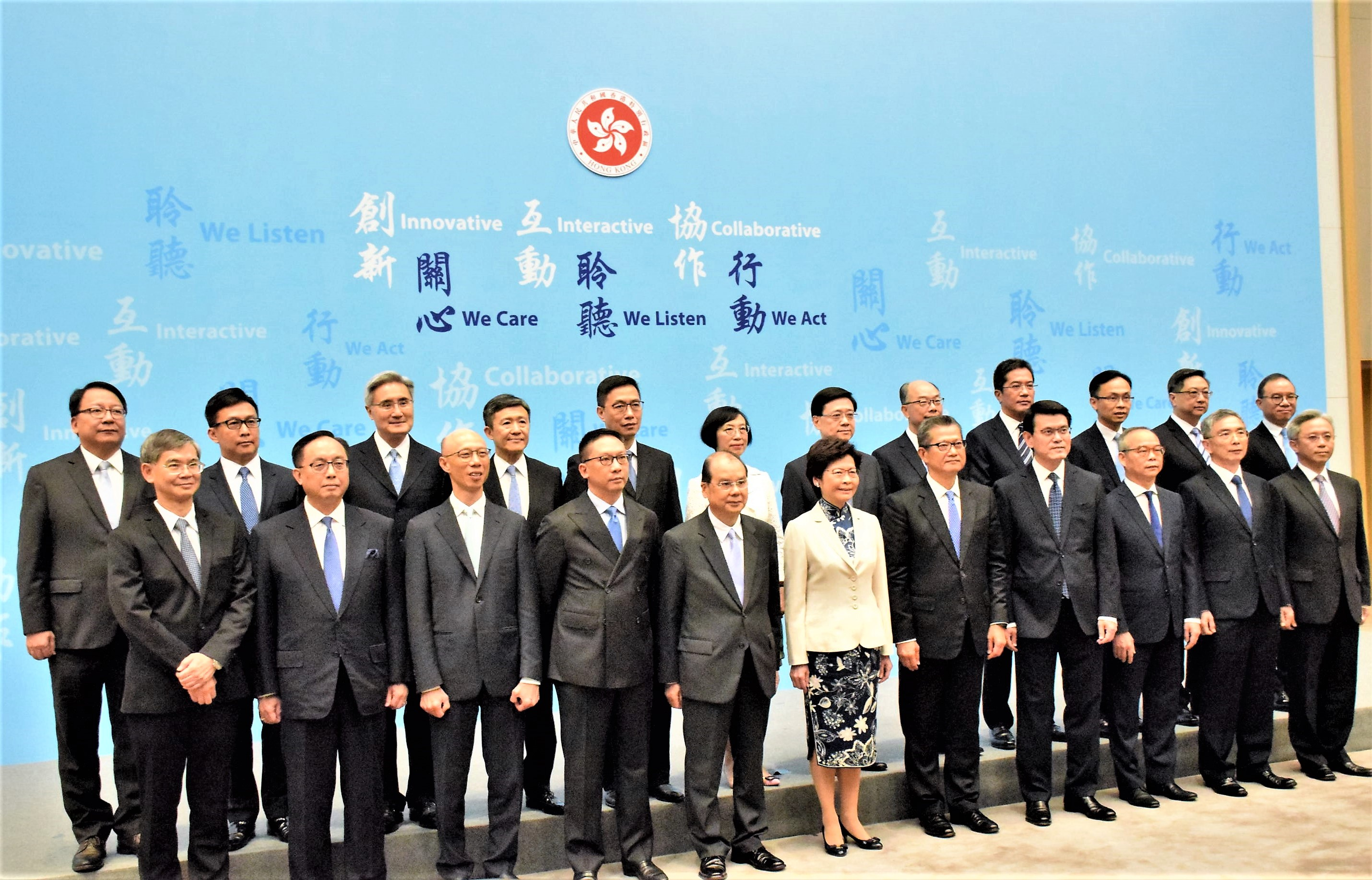
林鄭月娥與主要官員會見傳媒

| 職位                 | 閣員     | 閣員     | 上任           | 離任           | 政黨     | 前職                                 |          |          |          |
| 政府首長             | 政府首長 | 政府首長 | 政府首長       | 政府首長       | 政府首長 | 政府首長                             | 政府首長 | 政府首長 | 政府首長 |
| -------------------- | -------- | -------- | -------------- | -------------- | -------- | ------------------------------------ | -------- | -------- | -------- |
| 行政長官             |          | 林鄭月娥 | 2017年7月1日   | 2022年6月30日  | 無黨籍   | 政務司司長                           |          |          |          |
| 司級官員             |          |          |                |                |          |                                      |          |          |          |
| 政務司司長           |          | 張建宗   | 2017年1月16日  | 2021年6月25日  | 無黨籍   | 留任                                 |          |          |          |
| 政務司司長           |          | 李家超   | 2021年6月25日  | 2022年4月7日   | 無黨籍   | 保安局局長                           |          |          |          |
| 財政司司長           |          | 陳茂波   | 2017年1月16日  | 李家超政府     | 無黨籍   | 留任                                 |          |          |          |
| 律政司司長           |          | 袁國強   | 2012年7月1日   | 2018年1月6日   | 無黨籍   | 留任                                 |          |          |          |
| 律政司司長           |          | 鄭若驊   | 2018年1月6日   | 2022年6月30日  | 無黨籍   | 資深大律師                           |          |          |          |
| 決策局               |          |          |                |                |          |                                      |          |          |          |
| 公務員事務局局長     |          | 羅智光   | 2017年7月1日   | 2020年4月22日  | 無黨籍   | 保安局常任秘書長                     |          |          |          |
| 公務員事務局局長     |          | 聶德權   | 2020年4月22日  | 2022年6月30日  | 無黨籍   | 政制及內地事務局局長                 |          |          |          |
| 政制及內地事務局局長 |          | 聶德權   | 2017年7月1日   | 2020年4月22日  | 無黨籍   | 食物及衞生局常任秘書長               |          |          |          |
| 政制及內地事務局局長 |          | 曾國衛   | 2020年4月22日  | 李家超政府     | 無黨籍   | 入境事務處處長                       |          |          |          |
| 教育局局長           |          | 楊潤雄   | 2017年7月1日   | 2022年6月30日  | 無黨籍   | 教育局副局長                         |          |          |          |
| 環境局局長           |          | 黃錦星   | 2012年7月1日   | 2022年6月30日  | 無黨籍   | 留任                                 |          |          |          |
| 食物及衛生局局長     |          | 陳肇始   | 2017年7月1日   | 2022年6月30日  | 無黨籍   | 食物及衞生局副局長                   |          |          |          |
| 民政事務局局長       |          | 劉江華   | 2015年7月21日  | 2020年4月22日  | 民建聯   | 留任                                 |          |          |          |
| 民政事務局局長       |          | 徐英偉   | 2020年4月22日  | 2022年2月24日  | 民建聯   | 勞工及福利局副局長                   |          |          |          |
| 勞工及福利局局長     |          | 羅致光   | 2017年7月1日   | 2022年6月30日  | 無黨籍   | 香港大學社會工作及社會行政學系副教授 |          |          |          |
| 保安局局長           |          | 李家超   | 2017年7月1日   | 2021年6月25日  | 無黨籍   | 保安局副局長                         |          |          |          |
| 保安局局長           |          | 鄧炳強   | 2021年6月25日  | 李家超政府     | 無黨籍   | 警務處處長                           |          |          |          |
| 運輸及房屋局局長     |          | 陳帆     | 2017年7月1日   | 2022年6月30日  | 無黨籍   | 機電工程署署長                       |          |          |          |
| 商務及經濟發展局局長 |          | 邱騰華   | 2017年7月1日   | 2022年6月30日  | 無黨籍   | 行政長官辦公室主任                   |          |          |          |
| 發展局局長           |          | 黃偉綸   | 2017年7月1日   | 2022年6月30日  | 無黨籍   | 發展局常任秘書長                     |          |          |          |
| 財經事務及庫務局局長 |          | 劉怡翔   | 2017年7月1日   | 2020年4月22日  | 無黨籍   | 財經事務及庫務局副局長               |          |          |          |
| 財經事務及庫務局局長 |          | 許正宇   | 2020年4月22日  | 李家超政府     | 民建聯   | 金融發展局行政總監                   |          |          |          |
| 創新及科技局局長     |          | 楊偉雄   | 2015年11月20日 | 2020年4月22日  | 無黨籍   | 留任                                 |          |          |          |
| 創新及科技局局長     |          | 薛永恒   | 2020年4月22日  | 2022年6月30日  | 無黨籍   | 機電工程署署長                       |          |          |          |
| 特定政府部門         |          |          |                |                |          |                                      |          |          |          |
| 警務處處長           |          | 盧偉聰   | 2015年5月4日   | 2019年11月18日 | 無黨籍   | 留任                                 |          |          |          |
| 警務處處長           |          | 鄧炳強   | 2019年11月19日 | 2021年6月25日  | 無黨籍   | 警務處副處長（行動）                 |          |          |          |
| 警務處處長           |          | 蕭澤頤   | 2021年6月25日  | 李家超政府     | 無黨籍   | 警務處副處長（行動）                 |          |          |          |
| 廉政專員             |          | 白韞六   | 2017年7月1日   | 2022年6月30日  | 無黨籍   | 留任                                 |          |          |          |
| 審計署署長           |          | 孫德基   | 2012年7月1日   | 2018年12月31日 | 無黨籍   | 留任                                 |          |          |          |
| 審計署署長           |          | 朱乃璋   | 2018年12月31日 | 2022年6月30日  | 無黨籍   | 審計署副署長                         |          |          |          |
| 海關關長             |          | 鄧以海   | 2017年7月1日   | 2021年10月21日 | 無黨籍   | 海關副關長                           |          |          |          |
| 海關關長             |          | 何珮珊   | 2021年10月21日 | 李家超政府     | 無黨籍   | 海關副關長                           |          |          |          |
| 入境事務處處長       |          | 曾國衞   | 2017年7月1日   | 2020年4月22日  | 無黨籍   | 留任                                 |          |          |          |
| 入境事務處處長       |          | 區嘉宏   | 2020年7月2日   | 李家超政府     | 無黨籍   | 入境事務處副處長                     |          |          |          |
| 非主要官員           |          |          |                |                |          |                                      |          |          |          |
| 行政長官辦公室主任   |          | 陳國基   | 2017年7月1日   | 2022年6月30日  | 無黨籍   | 入境事務處處長                       |          |          |          |

### 人事變動
- 2018年1月6日，袁國強離任律政司司長，鄭若驊接任。
- 2018年12月31日，朱乃璋接替退休的孫德基擔任審計署署長。
- 2019年11月19日，鄧炳強接替退休的盧偉聰擔任香港警務處處長。
- 2020年4月22日，政府出現人事變動：
  - 入境事務處處長曾國衞接替被調職的聶德權擔任政制及內地事務局局長；
  - 機電工程署署長薛永恆接替離職的楊偉雄擔任創新及科技局局長；
  - 勞工及福利局副局長徐英偉接替離職的劉江華擔任民政事務局局長；
  - 金融發展局總監許正宇接替離職的劉怡翔擔任財經事務及庫務局局長；
  - 政制及內地事務局局長聶德權接替離職的羅智光擔任公務員事務局局長。
- 2020年7月2日，現任入境處副處長區嘉宏接替轉任政制及內地事務局局長曾國衛。
- 2021年6月25日，政府出現人事變動：
  - 張建宗離任政務司司長，由現任保安局局長李家超升任。
  - 警務處處長鄧炳強接替升職的李家超擔任保安局局長。
  - 警務處副處長蕭澤頤接替升職的鄧炳強擔任香港警務處處長。
- 2021年10月21日，海關副關長何珮珊接替退休前休假的鄧以海。
- 2022年2月24日，民政事務局局長徐英偉被國務院免去其職務。
- 2022年4月7日，政務司司長李家超被國務院免去其職務。

## 就任

### 競選
| 八大願景* 林鄭月娥在2016年11月28日首度提出「八大願景」，分別為： 1. 鞏固優勢 堅定信心； 2. 多元經濟 優質就業； 3. 培育青年 廣納人才； 4. 平衡發展 優化城市； 5. 扶貧助弱 共享成果； 6. 和諧共融 關愛互助； 7. 一國兩制 勿忘初心； 8. 掌握機遇 昂首邁進。 政綱重點 林鄭及後發表競選政綱，主題為「同行建共識 經濟民生齊推進」，其重點為： - 鞏固優勢 注入新風； - 多元經濟 優質就業； - 優質教育 專業領航； - 置業安居 宜居城市； - 關愛共融 改善民生； - 優化管治 簡政放權； - 與青年同行 共創未來。 | 按政鋼原文及林鄭向傳媒透露的內容，其具體施政項目將包括： 政治、行政及司法方面 - 修訂《防止賄賂條例》，擴大第3及第8條的適用範圍至行政長官在內的人； - 以「八三一」框架為前提，「營造有利推動政改的社會氛圍」； - 為《基本法》第23條立法，「創造有利立法的社會環境」； - 經廣泛諮詢、法律改革委員會提交報告後，「積極跟進」檔案法的訂立。 經濟方面* - 提出「稅務新方向」，引入兩級制利得稅，將目前首200萬港元利潤稅率的16.5%調低至10%，餘下的利得稅則維持於16.5%，以減輕中小及初創企業的稅務負擔； - 為企業研發引入額外稅務寛免，並同時適用於企業在環保、文化、藝術及設計等開支，以鼓勵企業研究及開發。 - 研究建立聯結中國大陸債券市場的「債券通」，提升中國大陸貨幣—人民幣的產品的流通性； - 爭取與中國大陸政府簽訂「一帶一路」全面合作協議，誘使香港企業家投資及融資該計劃，並寄望各跨國企業可使用香港的保險及風險管理平台； - 成立由政府高官、各金融監管機構和金發局組成、由財政司司長主持的「金融領導委員會」，以建立商議金融政策的恆常機制。 | 運輸及房屋方面* - 增加「綠置居」單位供應量，協助具經濟能力的公屋住戶購買居屋，以騰出公屋單位； - 構建符合中產家庭負擔能力的「港人首置上車盤」，或可考慮撥出1至2幅私樓地，由地產發展商以「混合發展模式」推行； - 研究可讓仍未補地價的居屋業主租出其買入卻非居住的丟空單位； - 成立「全面檢視土地來源」的專責小組，探究諸如填海、舊區重建、棕地及郊野公園的開發等增加土地房屋的方式； - 研究運用政府每年從香港鐵路有限公司所收取約40億港元的股息，「補貼」居住在偏遠地區居民的長途車費開資，以減輕基層市民長途車費的負擔； - 要求港鐵公司設計非繁忙時間的折扣優惠，疏導繁忙時間大量的鐵路人流。 教育方面* - 新增約50億港元的教育恆常開支，以處理教育界需要額外資源解決的問題，例如將短期合約教席轉為常額教席、增加融合及特殊教育的支援、確立幼稚園教師薪級表等； - 在「政策檢討完成」前暫時擱置小學三年級的基本能力評估（英文縮寫BCA）。 |

### 當選
2017年3月26日，林鄭月娥在2017年香港特別行政區行政長官選舉中當選後即發表勝選宣言，指自己上任後首要工作將會是修補社會撕裂和解開鬱結，團結香港市民，稱要為香港特區政府的管治「注入新風格」，並建立與立法會議員的恆常溝通機制，為改善與立法會的關係打好基礎，又提出尊重不同聲音，讓政府、公民社會和民間力量合力解決香港的各種問題，逐漸修補香港社會撕裂。
同年5月4日，林鄭月娥在記者會上被問及其在競選期間的支持率較其他候選人為低下當選，她可如何回應市民對其修補社會撕裂能力的質疑時，表示自己在嚴格遵照《基本法》和法例下當選，足以反映自己作為下任行政長官的認受性，是「不容置疑」，重申自己會盡力團結社會各界，將香港重導至「正常的發展方向」。

## 任內事件

### 2017年
- 36億的優質教育新資源（向非公帑資助的自資院校學生提供資助）撥款通過
- 2016年立法會宣誓風波，四名議員在擔任九個月職權後，裁定取消議員資格
- 廣深港高速鐵路香港段一地兩檢方案公佈
- 棕櫚油污染海灘事件
- 興德學校風波
- 林子健聲稱被擄風波
- 任命蔡若蓮為教育局副局長及其他建制派政黨成員為副局長及政治助理
- 青嶼幹線改為雙向收費首個工作天引發交通擠塞
- 反新界東北撥款示威者被判入獄，其後在終審法院上訴得直
- 黃之鋒、羅冠聰和周永康完成社會服務令後被改判入獄，其後在終審法院上訴得直
- 超強颱風天鴿襲港，天文台發出最高的十號信號
- 《國歌法》準備通過本地立法引入香港
- 英國留學港生簽證風波
- 各間大學出現香港獨立標語事件
- 香港教育大學涼薄大字報事件
- 回收商停收廢紙事件
- 英國保守黨人權委員會副主席羅哲思（Benedict Rogers）被拒入境[10]
- 初中中國歷史科修訂課程大綱公佈，加入大量大一統史觀，削減本土歷史
- 特區政府與廣東省省長簽訂一地兩檢方案
- 中學直播李飛講話
- 2017年長沙灣道城巴失控衝上行人路意外
- 呂麗瑤自稱曾被性侵事件
- 立法會建制派議員在民主派議員失去分組點票否決權後強行修改議事規則
- 全國人大常委會通過《内地与香港特别行政区关于在广深港高铁西九龙站设立口岸实施“一地两检”的合作安排》，广深港高铁通車後，港鐵香港西九龍站內的西九龍站內地口岸區將實行內地法律
- 海麗邨清潔工人罷工事件
- 朱經緯在雨傘運動期間利用警棍毆打途人罪成

### 2018年
- 新任律政司司長鄭若驊大宅涉及潛建，被質疑誠信事件
- 女童陳瑞臨疑被生父及繼母虐待致死事件
- 黃之鋒和黃浩銘因佔領運動旺角清場事件入獄
- 浸會大學普通話豁免考試事件（兩名學生因衝擊語文中心被校方判罰停學）
- 萬寧婆婆被懷疑偷取印花事件
- 力推同股不同權
- 黃之鋒、羅冠聰、周永康終審法院上訴得直
- 2018年流行性感冒肆虐，小學和幼稚園停課
- 大埔公路雙層巴士翻側事故
- 九巴薪酬調整工潮
- 警員在粉嶺公路以市民私家車作「人肉路障」事件惹批評
- 2018年3月香港立法會補選，多名參選者被取消參選資格惹爭議，民主派首次在地區直選九龍西選區落選，失去分組點票否決權
- 印度籍國際刑警通緝犯文子星在香港受審
- 南生圍火災
- 香港男子在台灣殺香港籍女友後逃回香港事件，因台港無司法互助安排惹如何檢控疑犯的爭議
- 香港富商李嘉誠宣布退休
- 財政司司長陳茂波宣布財政預算案「補漏拾遺」措施，向部分符合資格市民每人派發4000港元補貼金，包括非永久居民
- 日本外相河野太郎訪港，尋求港府解除對福島地震後香港實施的日本食品進口限制
- 政府構思取消強積金對沖方案
- 戴耀廷在台灣的言論風波
- 港珠澳大橋防波堤被沖毀爭議
- 廣深港高速鐵路香港段列車測試出現問題
- 荷蘭首相馬克·呂特訪港並成為首位訪港首相
- 海灣花園升降機事故及上水名都廣場升降機故障致死事故
- 菲律賓總統杜特爾特非官式訪港，並為菲律賓人質事件以總統身份正式口頭致歉
- 許智峯立法會大樓內搶政府職員手機事件，事後被民主黨凍結黨籍
- 教育局公佈「一校一社工」政策安排
- 教育局刊出中國內地學者文章主張「粵語不是香港人的母語」風波，拒絕承認粵語是香港的官方語言
- 有線新聞及now新聞記者在中國大陸採訪被打
- 唐琳玲法院偷拍案
- 沙中綫偷工減料醜聞
- 梁天琦等人因旺角騷亂被判入獄
- 廣深港高速鐵路一地兩檢條例在香港立法會被主席梁君彥強行三讀通過
- 鰂魚涌公園槍擊案
- 公佈六項房屋政策（娥六招）
- 巴士遭連環插針事件
- 保安局引用社團條例禁止香港民族黨運作
- 港鐵多個車站和鐵路設施被揭發因附近工程導致沉降
- 香港終審法院判決容許外國的同性伴侶可申請簽證移居香港
- 香港公務員同性伴侶福利案
- 旺角行人專用區停止運作，表演團體轉戰尖沙咀天星碼頭
- 日本市議員和田健一郎被拒入境事件
- 陳浩天在香港外國記者會演講風波
- 2018年登革熱
- 超強颱風山竹襲港，天文台發出最高的十號信號
- 駐港解放軍擅自出營救災
- 許金山案
- 馬凱事件
- 沙田圍呂明才小學風波
- 明日大嶼計劃
- 香港傳媒高層訪京團事件
- 光復東涌
- 中美貿易戰
- 美國國會美中經濟安全及審查委員會發表報告，檢討香港獨立關稅區
- 孟晚舟事件，揭露特區護照風波
- 港鐵四條市區綫（荃灣、觀塘、港島及將軍澳綫）於繁忙時間發生信號故障，引致全港交通大混亂
- 深水埗擲錢案
- 公共交通費用補貼計劃
- 廣深港高速鐵路香港段通車
- 港珠澳大橋通車

### 2019年
- 三隧分流及中環灣仔繞道通車
- 提高長者綜援門檻
- 計劃修訂《逃犯條例》
- 粵港澳大灣區綱要公佈
- 西九龍公路城巴與貨車相撞事件
- 聖保祿中學拍照事件
- 理工大學學生被處分事件
- 東華三院李東海小學教師自殺事件
- 港鐵中環站列車相撞事故
- 2019年麻疹事件
- 空置稅
- 黃台仰及李東昇獲得德國政府難民庇護
- 西九文化區M1地庫水浸
- 2019年粉嶺公路九巴車禍

### 2020年
- COVID-19疫情
- 中聯辦和港澳辦批評郭榮鏗及民主派議員阻擾立法會內會運作及支持香港警察拘捕民主派人士，並觸發《基本法》22條爭議
- 撤換5名問責官員
- 2020年香港文憑試歷史科試題取消爭議
- 九龍塘宣道小學教師被指教材散播港獨信息被終身釘牌事件
- 蔡玉玲事件

### 2021年
- 撤換張建宗，變相提拔3名問責官員，反修例運動的始作俑者之一李家超升任政務司司長，鄧炳強出任保安局局長
- 保安局高官出席涉性侵晚宴事件
- 野豬事件
- 2021年消費券計劃
- 2020年東京奧運香港奪得1面金牌、2面銀牌和3面銅牌
- 沙中線一期大圍-啟德段及啟德-紅磡段相繼通車，西鐵線與馬鞍山線合併為屯馬線
- 第五波新冠疫情前段爆發

### 2022年
- 洪為民生日派對事件
- 疫苗通行證計劃
- 第五波疫情後段爆發，引致二、三月時眾多市民感染
- 「全民(強制)檢測」變成「全民自願快速檢測」
- 港鐵中期翻新列車全面退役
- 沙中線二期(東鐵線紅磡-金鐘過海段)通車，沙中線全線正式落成啟用
- 2022年文憑試壓縮考期
- 立法會通過取消強積金對沖方案
- 九巴及城巴分別引入純電動巴士
- 元朗電纜橋起火斷橋造成元朗及天水圍區晚間停電

## 重要事件

### 2019年
- 修訂逃犯條例引發反對運動，運動持續至今，導致數十人死亡，逾萬人被捕，當中香港警察執法備受質疑
  - 2019年7月21日元朗襲擊事件
  - 2019年8月31日太子站襲擊事件
- 2019年香港區議會選舉，民主派在18區中的17區勝出

### 2020年
- COVID-19疫情
- 《中華人民共和國國歌法》本地立法《國歌條例草案》通過及實施
- 《中華人民共和國香港特別行政區維護國家安全法》實施
- 擱置2020年香港立法會選舉，同時取消多位民主派候選人資格，包括4位現任議員
  - 2020年11月11日，人大作出決定，授權特區政府處理議員資格事宜，特區政府宣布梁繼昌、楊岳橋、郭家麒、郭榮鏗喪失議員資格
- 12名香港市民偷渡去台灣，在內地水域被內地水警拘捕事件
- 多位反修例運動抗爭者被判刑
- 多位反修例運動抗爭者先後獲台灣及外國政府賦予難民身份及政治庇護
- 擬修訂選舉法容許內地港人在內地投票[11]
- 擬修入境條例賦權予入境處處長禁止任何人進入或離開香港[12]

### 2021年
- 47名民主派人士被控串謀顛覆國家政權罪
- 行政長官和立法會選舉制度改革

## 任內主要選舉
- 2018年3月香港立法會補選
- 2018年11月香港立法會九龍西地方選區補選
- 2019年香港區議會選舉
- 2020年香港立法會選舉（2021年香港立法會選舉）
- 2021年香港選舉委員會界別分組選舉
- 2022年香港特別行政區行政長官選舉

## 外部連結
- 行政長官網站 （页面存档备份，存于）
- 香港01－新特首內閣專頁 （页面存档备份，存于）

| 前任： 梁振英政府 | 林鄭月娥政府 2017年7月1日—2022年6月30日 | 繼任： 李家超政府 |